# Konstandinos Kuruniotis
Konstandinos Kuruniotis (en grec: Κωνσταντίνος Κουρουνιώτης; Quios, 1872 - 1945) va ser un dels principals arqueòlegs grecs dels segles xix i xx.

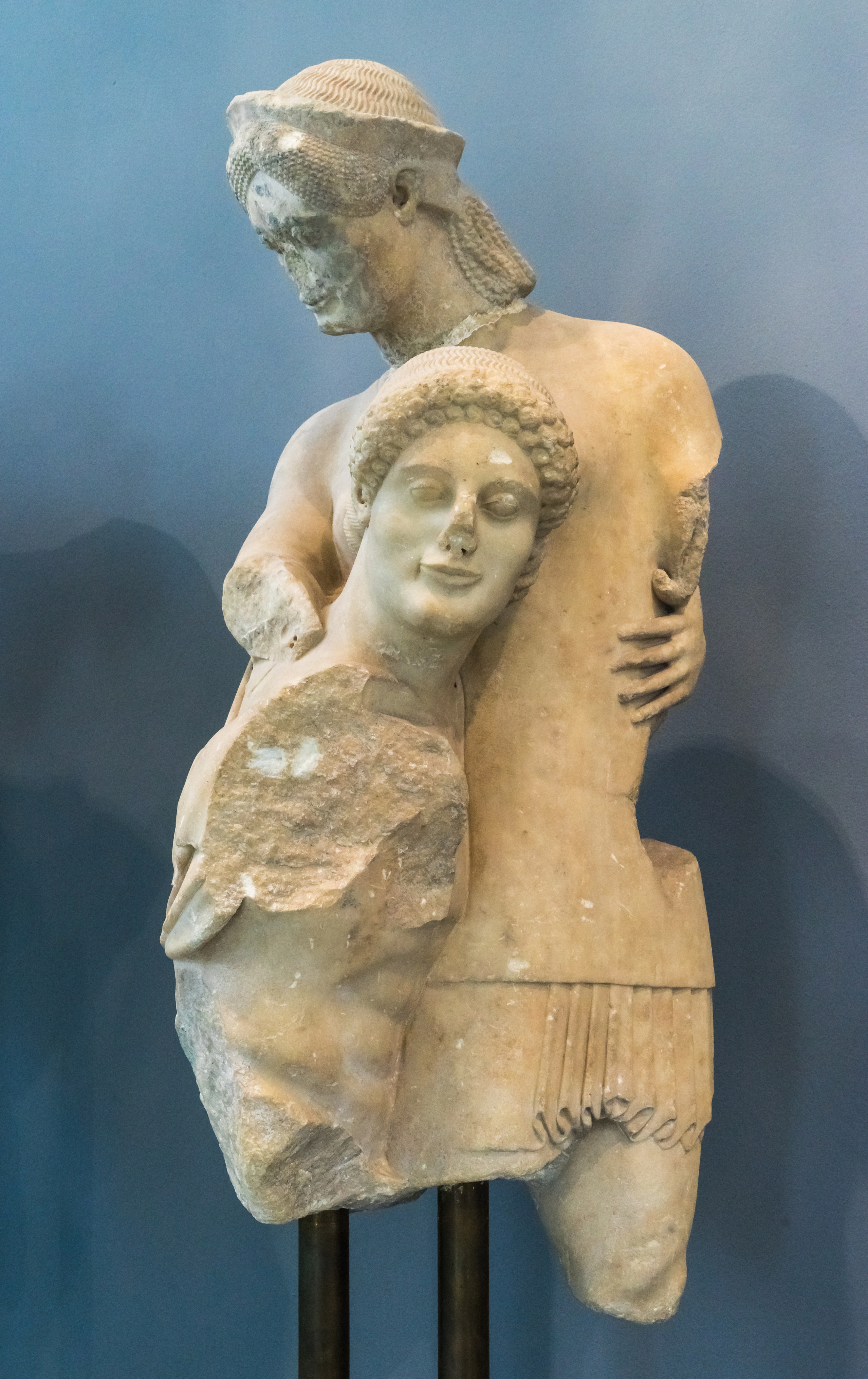
Teseu i Antíope, ca., trobada per Kuruniotis al temple d'Apol·lo Dafnèfor d'Erètria (Museu Arqueològic d'Erètria)

Va excavar a Erètria entre 1897 i 1910, i va traure a la llum les restes del temple d'Apol·lo Dafnèfor, el tesmofori, una gran tomba macedònica, els banys, la palestra i la porta oest.
D'altra banda, per encàrrec de la Societat Arqueològica de Grècia, a partir de 1902 va dirigir una sèrie d'excavacions a Figàlia i al sud-est d'Arcàdia.
Així, dirigí excavacions al temple d'Apol·lo de Basses, ajudat per Panagiotis Kavvadias i Konstantinos Rhomaios. Prop d'aquest lloc es troba el mont Cotil, on, el 1902 i 1903, va excavar els temples d'Afrodita i Àrtemis, també amb Panagiotis Kavvadias.
Dins del mateix programa d'excavacions, entre 1902 i 1904, va excavar el santuari de Zeus al mont Liceu, així com el santuari de Despena de Licosura. Més endavant, per albergar les troballes d'aquest lloc, obrí el Museu de Licosura.
Entre 1915 i 1916 feu recerques a Kato Fana, a l'illa de Quios.
Va treballar també a Eleusis durant molts anys, a partir de 1917. Juntament amb Georgios Mylonas, suggerí que el denominat Megaron B són les restes d'un primitiu temple d'època micènica.
Durant l'ocupació grega d'Àsia Menor, treballà amb Georgios Sotiriu a Nisa i Efes, a l'església de Sant Joan el Teòleg. Recorregué els territoris de la zona projectant la creació d'un museu per recollir totes les troballes que pogués recopilar d'Àsia Menor. Aplegà algunes antiguitats que foren dipositades a Esmirna fins que el 1927, ja sota domini turc, les dugueren a una antiga església grega però sense documents que n'indiquin la procedència exacta.
A començament de la dècada de 1930, en col·laboració amb Homer Thompson, va excavar el pujol atenès de la Pnix
El 1939 va localitzar el jaciment arqueològic on es trobava el palau micènic de Pilos, denominat «palau de Nèstor», a Epano Englianos.
Entre les seues publicacions poden citar-se Ανασκαφαί εν Κωτίλω (1903), Το εν Βάσσαις αρχαιότερον ιερόν του Απόλλωνος (1910) i Ελευσίς, Οδηγός των αναασκαφών και του Μουσείου, (1933).